# 礼山县 (隋朝)
礼山县，中国古县名。
北魏时析永阳县置东隋县（又称东随县）。隋朝开皇九年（589年）改为礼山县，以县境的礼山为名。何时废除不详。属义阳郡。唐朝武德四年（621年），以应山县，置应州，再度析置礼山县。武德八年废应州，省礼山县，以应山县属安州。